# VDI Technologiezentrum
Die VDI Technologiezentrum GmbH (VDI TZ) ist ein Projektträger und Teil der VDI-Gruppe. 1975 gegründet, firmiert das VDI TZ seit 2003 als GmbH. Im Auftrag von Bundes- und Landesministerien, der Europäischen Kommission sowie Stiftungen und weiteren Auftraggebern setzt das VDI TZ Forschungs- und Innovationsförderprogramme um und bietet innovationsbegleitende Maßnahmen an. Jährlich betreut das VDI TZ über 3.500 Forschungsvorhaben und bewirtschaftet mehr als eine Milliarde Euro Fördermittel.

## Aufgaben
Das VDI TZ beschäftigt über 380 Mitarbeitende an den Standorten Düsseldorf, Berlin und Bonn. Für Ministerien auf Bundes- und Landesebene setzt das Unternehmen Forschungs- und Entwicklungsprojekte in unterschiedlichen Förderprogrammen um. Über die Bescheinigungsstelle für die steuerliche Forschungsförderung ist das VDI TZ zudem maßgeblich an der Umsetzung steuerlicher Förderung von Forschung beteiligt. Des Weiteren betreibt das VDI TZ verschiedene Kontakt- sowie Geschäftsstellen etwa für die Plattform Industrie 4.0 und unterstützt Stakeholder-Dialoge und Netzwerke. Darüber hinaus konzipiert und begleitet das Unternehmen für verschiedene Auftraggeber Strategie- und Agendaprozesse wie etwa regionale Innovationsstrategien und führt Studien, Analysen und Evaluationen durch.

## Historie und Entwicklung
1975 wurde das VDI Technologiezentrum als Bereich des VDI e.V. gegründet, seit 2003 firmiert es als eigenständige GmbH. 2012 erfolgte die Eröffnung des Standorts in Berlin, 2021 in Bonn. 2023 wurde die VDI Zentrum Ressourceneffizienz GmbH Teil des VDI Technologiezentrums.

## Mitgliedschaften
Das VDI Technologiezentrum ist Mitglied im PT-NETZ – Netzwerk der Projektträger. Außerdem ist das VDI TZ Förderer der Initiative D21.

## Zertifizierungen
Das VDI TZ ist gemäß der ISO/IEC 27001:2013 sicherheitszertifiziert. Das Qualitätsmanagement für Projektträgerschaften des Unternehmens wurde nach der ISO 9001:2015 zertifiziert.
Für das Jahr 2021 hat das VDI TZ erstmals eine Erklärung nach dem Deutschen Nachhaltigkeitskodex veröffentlicht.